# 射水市立金山小学校
射水市立金山小学校 （いみずしりつ かなやましょうがっこう）は富山県射水市にある公立小学校。

## 通学区域
青井谷、宿屋、野手、浄土寺、上野

## 交通アクセス
- 射水市コミュニティバス　小杉駅・金山線　「金山小学校前」バス停

## 周辺
- 国道472号
- 北陸自動車道 小杉インターチェンジ
- コストコ 射水倉庫店